# Telecabina Aramón Zaragoza 2008

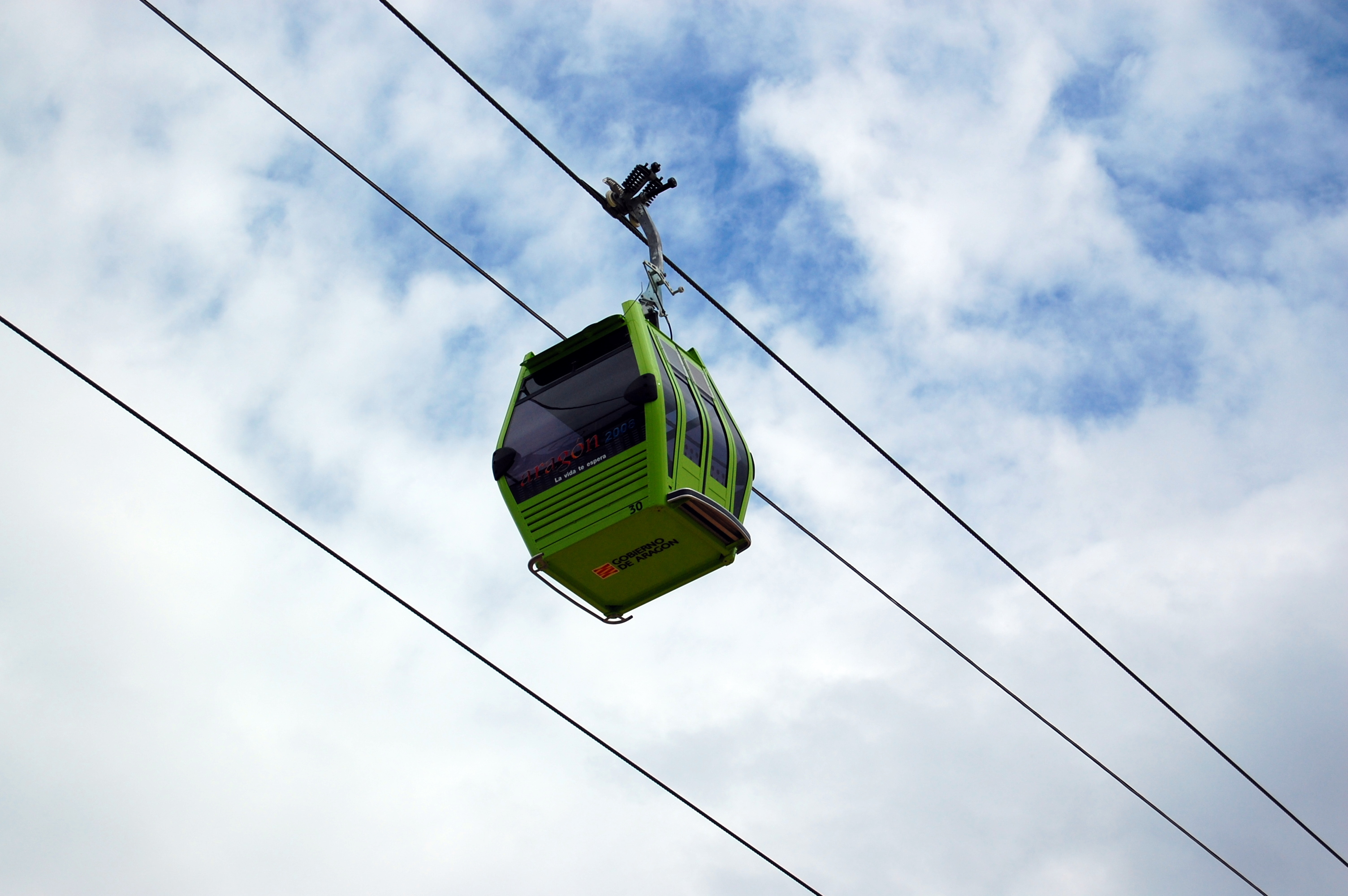
Telecabina de la Expo 2008.

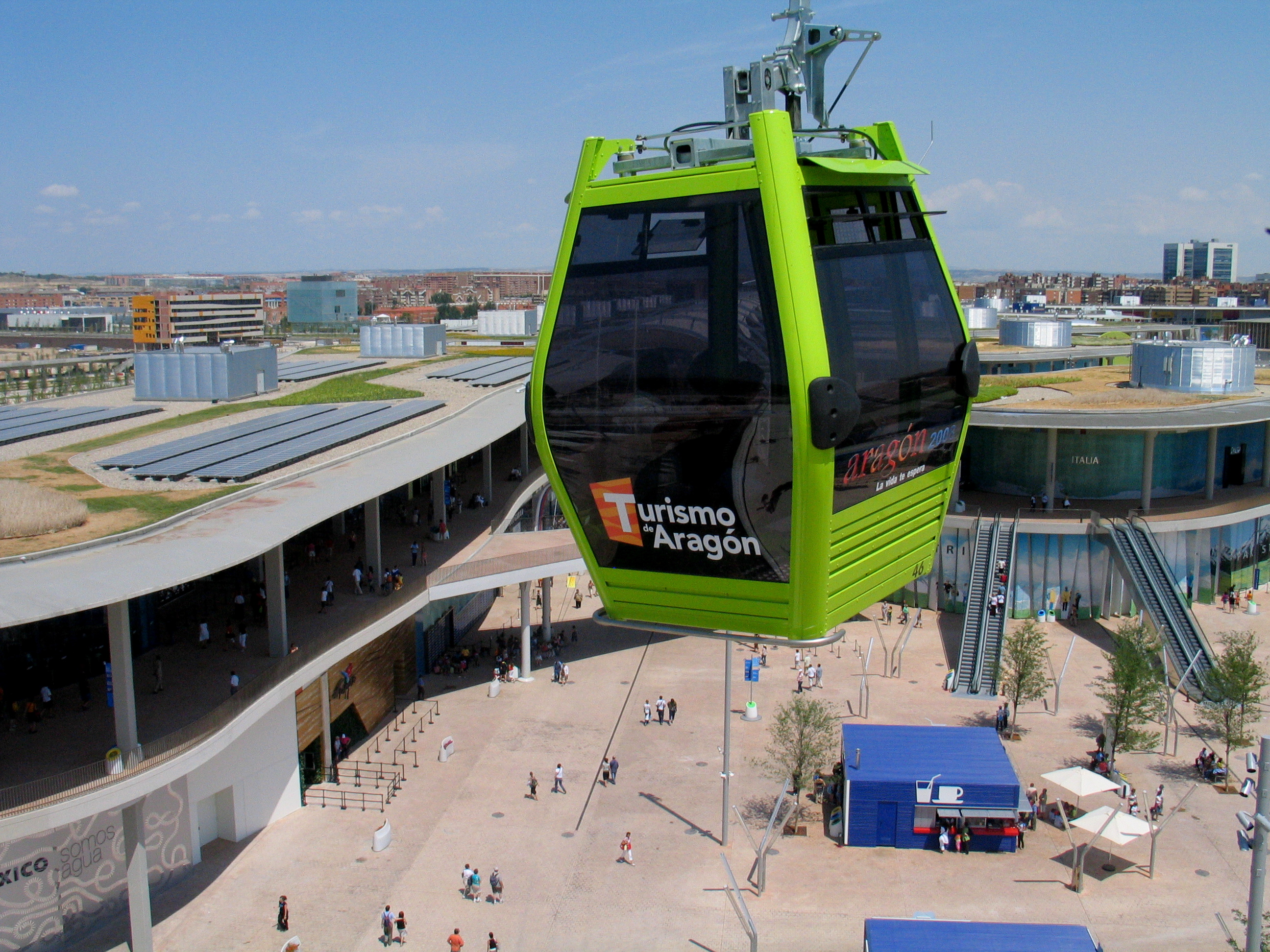
Una telecabina.

La Telecabina Aramón Zaragoza 2008 fue una telecabina que unía la estación intermodal Delicias de Zaragoza con el recinto de exposición de la Expo 2008.
Esta atracción aérea fue instalada por la sociedad aragonesa Aramón y estuvo en funcionamiento durante todo el periodo de la Expo hasta dos años después de su finalización. 
La telecabina partía de las inmediaciones de la estación, a la que estaba conectada mediante una pasarela peatonal, y tenía como destino el recinto de Ranillas. Durante el recorrido se sobrevolaba el río Ebro y podía verse tanto el recinto de la Expo como la parte oeste de Zaragoza. 
La instalación constaba de cincuenta cabinas (48 operativas y dos de reserva) que tenían una capacidad de ocho personas cada una. La telecabina podía transportar a 2600 personas por hora y durante el periodo de la Expo estuvo en funcionamiento ininterrumpidamente desde las 10 horas de la mañana hasta las 3 horas de la madrugada. 
La telecabina llegaba al pabellón Aramón-Leitner. Este pabellón contaba con una exposición de arte contemporáneo diseñada por el montañero Reinhold Messner y denominada 'El Mundo del Hielo'. Entre los artistas representados se encontraban Olafur Eliasson, Mateo Maté, Isaac Julien, Doug Aitken o Helmut Distche. Tras la Expo, el pabellón se reconvirtió para albergar la sede de las oficinas de Aramón.
La telecabina empezó a desmontarse el 5 de mayo de 2015.